# Baredo

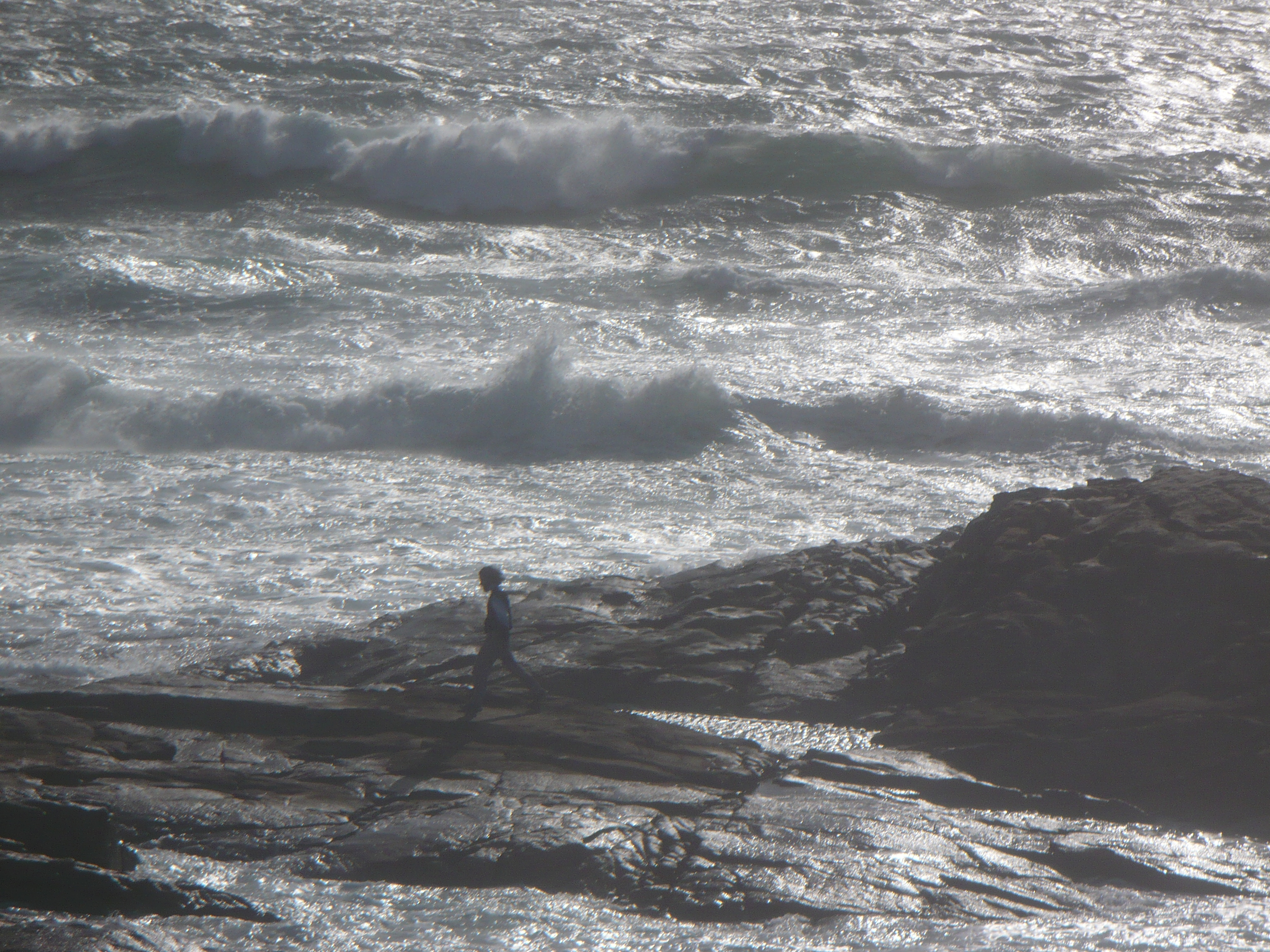
L'Illa de A Carral, Cap Silleiro.

Santa Maria de Baredo és un civil parròquia del municipi de Baiona. Segons la IGE, l'any 2015, va ser 1 085 h (573 homes i 512 dona), que representa un increment respecte a l'any 1999 quan tenia 989 habitants. La seva és baredano/ana.

## Geografia

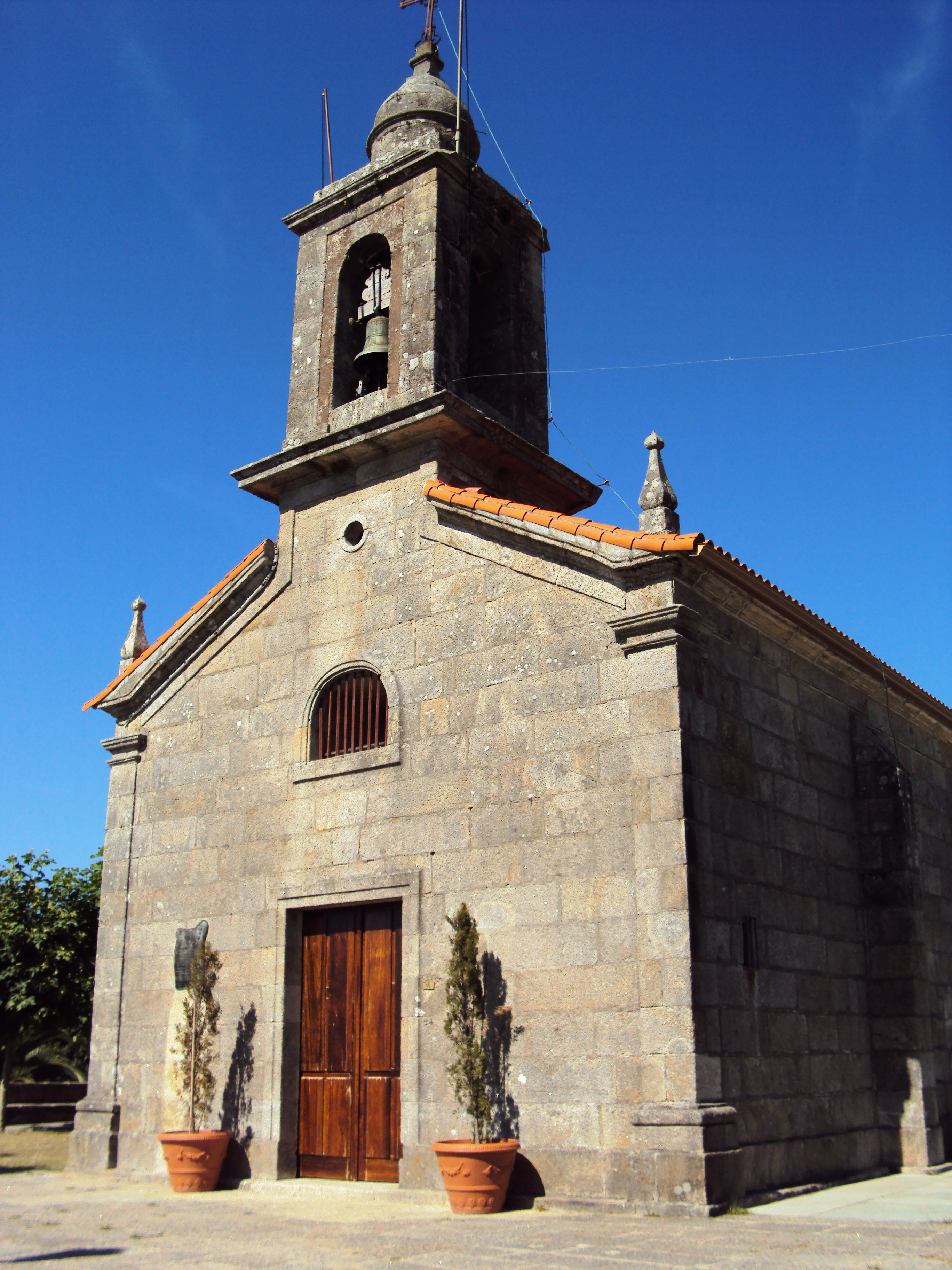
Església parroquial de Santa Maria de Baredo, en que si trobeu la Nostra Senyora de A Cela

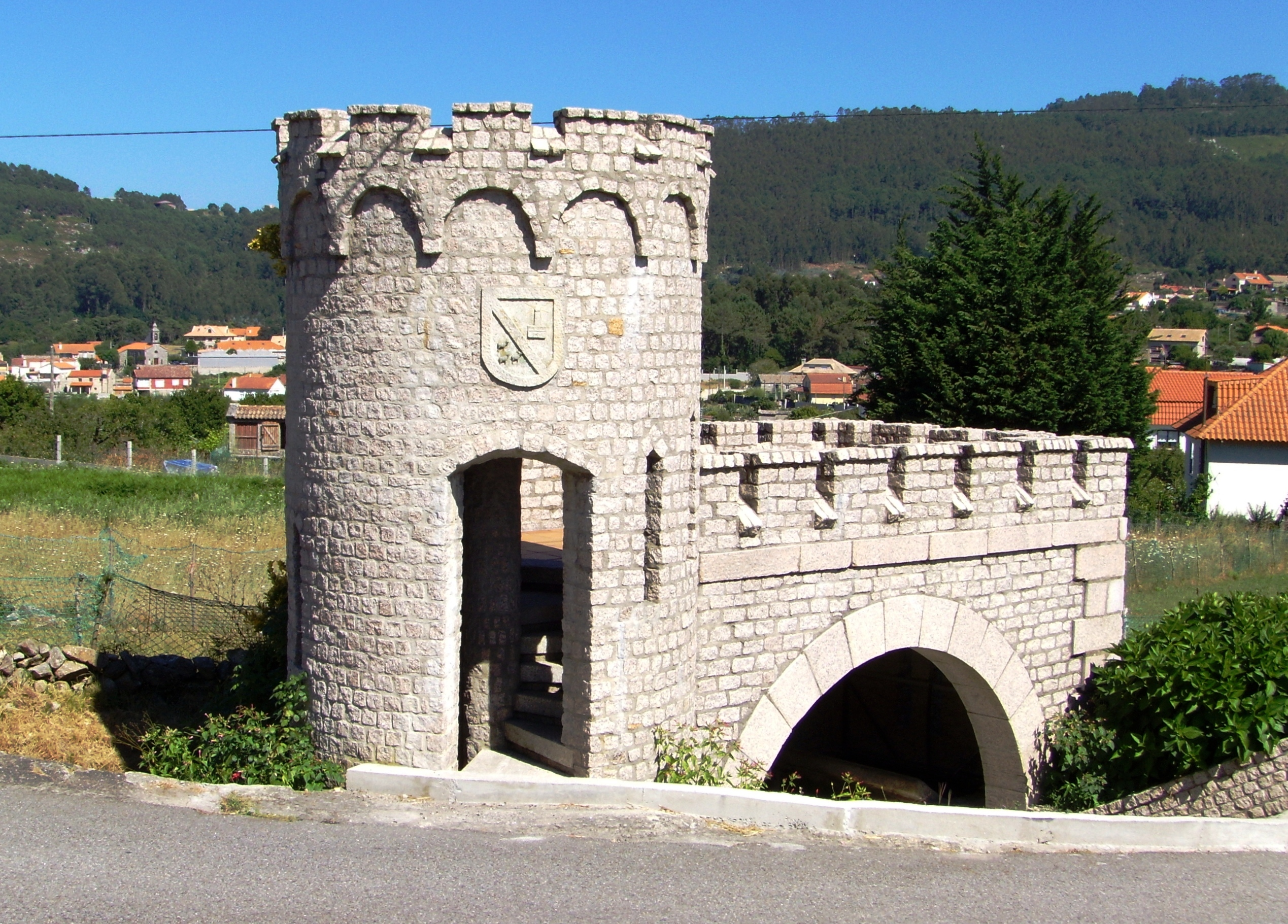
Font de O Cabreiro, des d'on es contempla la parròquia conjunt.

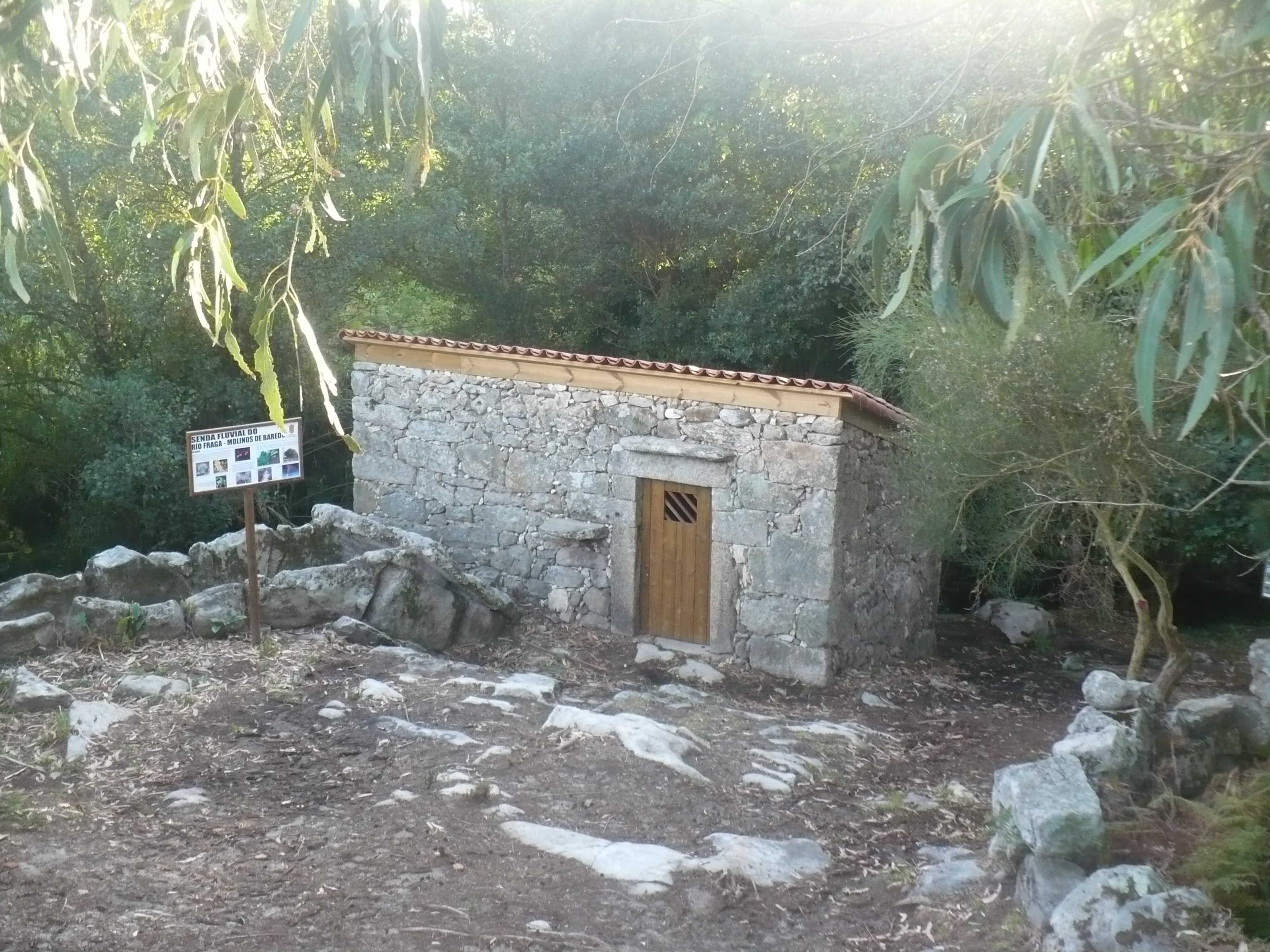
El molí en la llera del riu Fraga o Tres Regueiras.

És delimitada per les parròquies de Santa Mariña de Baíña, Santa Uxía de Mougás i Santa Maria de Baiona, i pertany a l'arquebisbat de Miñor de la diòcesi de Tui-Vigo. Els principals nuclis de població són O Agro, Bouza, O Cabreiro, A Cachada, As Cadeiras, O Cancelo, O Caneiro, O Carballo, A Cela, A Costa, As Laxes, O Lombo, O Montiño, O Outeiro, A Padarnela, A Pedra, Ponte, Os Portelos, O Río, Río Pequeno, Rocamar, O Sinal, A Torre e As Xestas És travessat per la riera de les Tres Regueiras, també anomenat riu Fraga. Està envoltat pel Barranco de Currelos, Outeiro do Home, Outeiro do Galo, Os Marcos, Pousos e Facho de Cabo Silleiro. En la seva costa rocosa al Cap de silleiro com hi ha un conjunt d'illots com la Carral, el Negre o el Polbeira, llocs de naufragis. La zona costanera de la parròquia és travessat per la carretera PO-552.

## Història
Als jaciments arqueològics de la monte da Portela, s'ha trobat una suposada "cívitas antiqua" i la resta de la calçada romana Guarda-Vigo, a Cresteláns. Existia al barri de la Cela una capella de que la primera referència escrita data de l'any 1551, tot i que assegura que ja existia a finals del segle xv. Baredo també va ser connectat, com la resta de les parròquies, al Monestir d'Oia. Les primeres referències escrites son en el segle xii, on es diu que Alfons VII de Lleó fa una donació al Monestir d'Oia tots els que ocupaven el poder real en el terreny de Toroño format per l'ermita de Sant Cosme amb les seves restriccions i els pobles d'Erizana i Varedo. També l'any 1162, on el rei Ferran II de Lleó i de Galícia dona a Nuño Díaz tot el que hi ha en Baíña i en Varedo ; i l'any 1222, on Juan Chrisno ven el Oia el mas de Varedo, la quarta part de l agro de l'Emir i la propietat de Muar; i l'any 1266, on D. Romero de Varedo canvis amb el Monestir d'Oia part de les seves possessions i ven a una altra sèrie d'-los a 300 sòlid. Després de l'aparició de la mare de déu de la Cela, Varedo-fer importància. Tant és així, que s'independitza de la parròquia matriu de Baíña l'any 1812. El 16 d'octubre de 1936, durant la guerra civil espanyola van ser executats nou veïns miñoranos. Des de llavors, el lloc on van ser assassinats rep el nom de "La Torna de Nou". el 25 de març De 2012, va celebrar el Bicentenari de la declaració de la Parròquia de Baredo; donant la Ciutat de Baiona, la Medalla d'Or als residents de Baredo.

## Patrimoni
Té un nucli rural molt ben cuidat en el qual es pot veure camins empedrats i cases típiques d'ara. Del seu patrimoni històric destaquen la xarxa eneolítica de Loudrelos.
El far del Cap Silleiro senyalitza el camí a les embarcacions que passen prop de la costa. Al costat del far són unes ruïnes militars del segle xx, que en el seu temps, van tenir com a objectiu la protecció de la ria de Vigo i l'entrada a Baiona.
En el barri de la Cabrera hi ha la Font de la Cabrera. També destaca la creu de Malta, des de la pedra que es troba a l'entrada de la rectoria, que va ser rescatat de la vila medieval de Sant Cosme.
Disposa d'un petit port a Porrido. Actualment té uns alboios per canviar els mariners i un moll, que no sol tenir cap llanxa ràpida lligat. En ella, el 16 de juny, fáiselle una Missa a la Mare de déu del Carme, que és portat per un tractor decorat amb flors fins allà, i a continuació processó de la parròquia fins a arribar a l'església. També destaca el percebe que és capturat pels percebeiros, dels millors de Galícia, doncs la costa és rocosa i dona productes de primera qualitat.

## Orígens
Hi ha només unes poques referències escrites sobre l'origen de la parròquia. En lloc de Cresteláns hi ha restes d'una via romana. El nom Baredo apareix en la documentació de l'antic escrit com Varedo. Segons Xoán Martínez Tamuxe, es podria derivar de l'arrel del nom de * Bar ("top", "height") i segons el professor Antonio Losa, prové de la paraula "banda", a més a més s'afegeix que hi ha topònims de Portela i Portelos.

## Camí del riu Tres Regueiras - Molins de Baredo
El riu Bosc, també anomenat la Riera de les Tres Regueiras, que va néixer a prop de la Muntanya de Baredo i acaba en Porrido. En els seus últims metres, es troba a una distància a peu de la fusta al llarg de la vora del riu. Com molts d'altres el gallec rius, propietat de diversos molins, l'aigua utilitzada per moldre el gra. De les vuit, reconstruíren-se tres (Cogulado part Superior, Cogulado de l'Entorn i Cogulado més Avall), els altres cinc estan en terribles condicions.
La ruta, senyalitzada amb plafons, transcorre per un paratge de l'entorn natural, encara que afectades per la planificació urbanística. Té un gran valor etnogràfic i el biològic, principalment aus com gamarussos, xots, cueretes, cotxes, gavines, corbs marins… amfibis com la granota verda, salamandres, salamandra lusitànica… i la flora: ginestes, gatoses, falguera i les espècies invasores: water lily (també anomenat de la cavitat). També completar amb petits rosegadors com els ratolins, talps i eriçons i alguns altres rates talperes i la ubiqüitat d'eucaliptus.

## Nostra Senyora d'A Cela
Segons la tradició, la imatge de Nostra Senyora d'A Cela van arribar per mar, en el segle xvi. Després que el rei Enric VIII d'Anglaterra va fer cremar i destruir totes les estàtues religioses en el seu país, algunes es van llançar a la mar. La imatge va ser duta fins a la Cèla, on es va aixecar una petita capella. No obstant això, la imatge va ser traslladat a Baíña, on hi havia l'església parroquial, però segons la llegenda el carro de bous que duu la Mare de déu no va donar avançada, i la xifra se situa en Baredo. En 1812 va ser completat l'actual església, que continua sent venerada.